# 태풍 재니스 (1995년)
태풍 재니스(태풍번호: 9507, JTWC 지정 번호: 10W, 국제명: JANIS)는 1995년 8월 22일에 발생하여 8월 26일에 소멸한 태풍으로 한반도에 상륙하였다.

## 개요

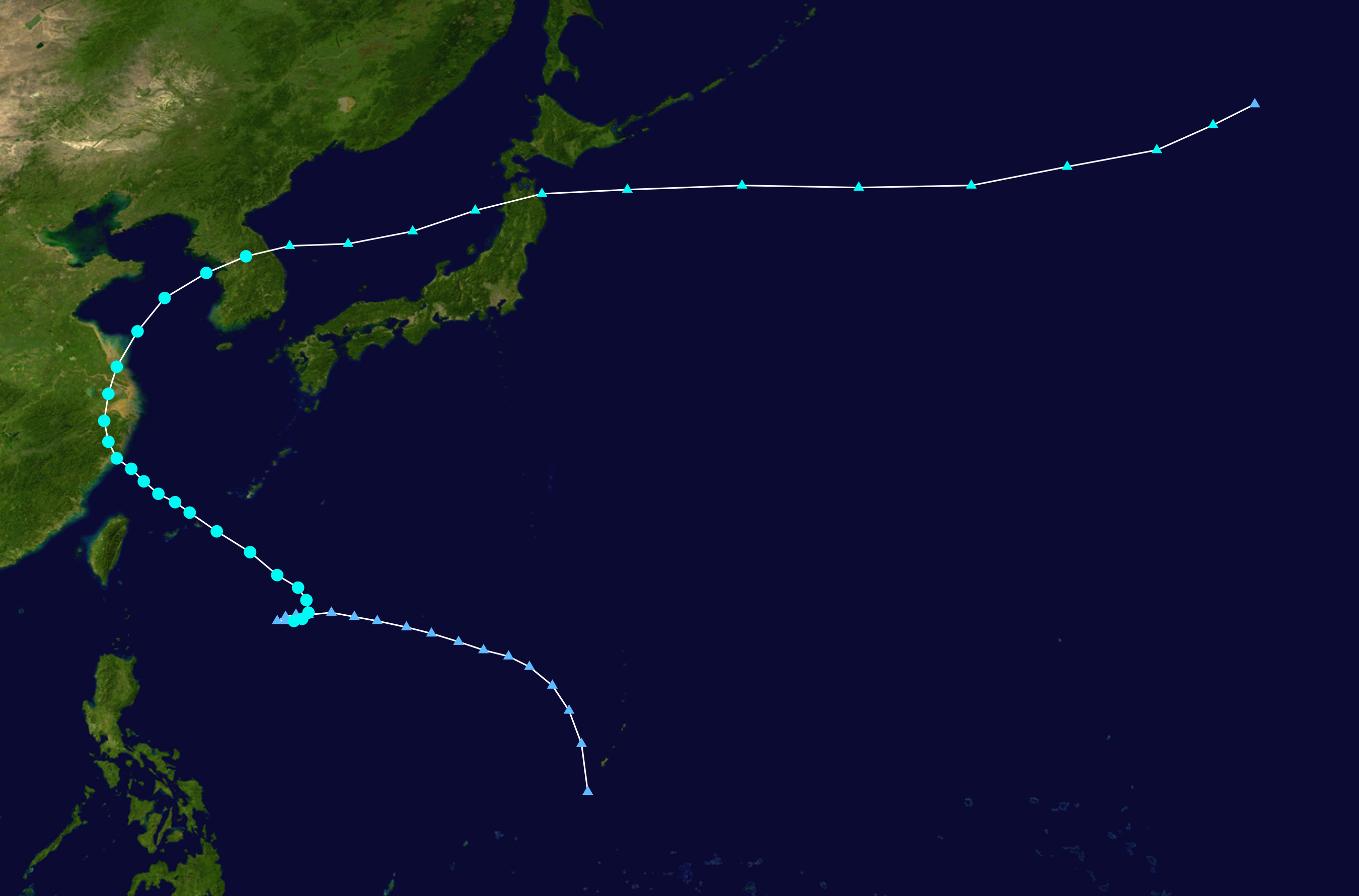
태풍 재니스 의 진로

태풍이 오기 이전인 8월 23일부터 대한민국 중부 지방에 내린 많은 비로 50여 명이 사망하고, 1천억 원에 가까운 재산피해가 발생하였다. 때문에, 태풍 재니스 상륙으로 추가 피해가 발생할 것이라는 보도가 계속되었다.
하지만, 이미 태풍이 상당히 약화된 상태에서 8월 27일 오전 12시 무렵 중북부 해안에 상륙하였고, 당초 우려되었던 최고 150 mm에 이르는 폭우와 큰 피해는 발생하지 않았다. 이후 대한민국 기상청은 태풍 재니스가 27일 새벽에 온대 저기압으로 변질되었다고 발표하였다.
| 순위 | 발생일      | 태풍명        | 재산 피해액 (억원) |
| ---- | ----------- | ------------- | ------------------ |
| 1위  | 0215        | 루사          | 51,479             |
| 2위  | 0314        | 매미          | 42,225             |
| 3위  | 0603        | 에위니아      | 18,344             |
| 4위  | 2211        | 힌남노        | 17,978             |
| 5위  | 9907        | 올가          | 10,490             |
| 6위  | 1214 / 1215 | 덴빈 / 볼라벤 | 6,365              |
| 7위  | 9507        | 재니스        | 4,563              |
| 8위  | 8705        | 셀마          | 3,913              |
| 9위  | 1216        | 산바          | 3,657              |
| 10위 | 9809        | 예니          | 2,749              |

| 순위 | 태풍 번호 | 태풍 이름 | 일 최대강수량 | 관측 연월일 | 관측 장소 |
| ---- | --------- | --------- | ------------- | ----------- | --------- |
| 1위  | 0215      | 루사      | 870.5mm       | 2002/8/31   | 강릉      |
| 2위  | 1918      | 미탁      | 556.9mm       | 2019/10/3   | 울진      |
| 3위  | 8118      | 아그네스  | 547.4mm       | 1981/9/2    | 장흥      |
| 4위  | 9809      | 예니      | 516.4mm       | 1998/9/30   | 포항      |
| 5위  | 9112      | 글래디스  | 439.0mm       | 1991/8/23   | 부산      |
| 6위  | 0711      | 나리      | 420.0mm       | 2007/9/16   | 제주      |
| 7위  | 0314      | 매미      | 410.0mm       | 2003/9/12   | 남해      |
| 8위  | 7214      | 베티      | 407.5mm       | 1972/8/20   | 해남      |
| 9위  | 7119      | 올리브    | 390.8mm       | 1971/8/5    | 삼척      |
| 10위 | 9907      | 올가      | 377.5mm       | 1999/8/1    | 동두천    |